# Brødeskovparken
Brødeskovparken er et boligkompleks bestående af cirka 50 ejendomme. Området ligger i den sydlige yderkant af byen Hillerød i Nordsjælland. Brødeskovparken er kendt for sine mange børnefamilier og tætte nabofællesskab – ligesom området er offentligt kendt for at være en meget børnevenligt område. Centralt placeret i området er en større legeplads bestående af bl.a. legehus, gynger, vippe samt en mindre fodboldbane. 
Området er opført i årene omkring årtusindskiftet, og langt de fleste nuværende beboere flyttede ind i årene 2000-2005. Tæt på området ligger Hanebjerg Skole, der som kommunal skole i Hillerød huser elever i spændet 0.-9. klasse. Tæt på området ligger også Brødeskov og Brødeskov Idrætsforening (BIF). Det tager cirka 10 minutter at køre fra Hillerød Station til området.
|  | Denne artikel om lokaliteten Brødeskovparken kan blive bedre, hvis der indsættes et (bedre) billede. Du kan hjælpe ved at afsøge Wikimedia Commons for et passende billede eller lægge et op på Wikimedia Commons med en af de tilladte licenser og indsætte det i artiklen. |

55°53′19″N 12°17′04″Ø / 55.88855877°N 12.28446714°Ø